# Eagle Aviation (Deutschland)
Eagle Aviation war eine deutsche Fluggesellschaft mit Sitz in Mannheim und Basis auf dem Flugplatz Mannheim.

## Unternehmen
Eagle Aviation wurde 2009 gegründet und führt Geschäftsflüge durch. Mit Stand Ende Juni 2020 wird die Gesellschaft nicht mehr auf der Liste der vom Luftfahrt-Bundesamt genehmigten Luftfahrtunternehmen geführt.

## Flotte
Mit Stand September 2018 bestand die Flotte der Eagle Aviation aus zwei Flugzeugen.
| Flugzeugtyp         | Anzahl | bestellt | Luftfahrzeugkennzeichen |
| ------------------- | ------ | -------- | ----------------------- |
| Cessna Citation XLS | 1      |          | D-CCWD                  |
| Dassault Falcon 900 | 1      |          | D-ABBA                  |
| Gesamt              | 2      |          |                         |

rzjets.net  listet per Juni 2020 keine Flugzeuge mehr.